# Lijst van burgemeesters van Biervliet
Dit is een lijst van burgemeesters van de voormalige Nederlandse gemeente Biervliet tot die gemeente in 1970 opging de gemeente Terneuzen.
| Ambtsperiode | Naam burgemeester            | Leefde    | Partij of stroming | Bijzonderheden                                                                          |
| ------------ | ---------------------------- | --------- | ------------------ | --------------------------------------------------------------------------------------- |
| 1796 - 1797  | Jacobus Ritsaart             | 1740-1800 |                    | agent municipal                                                                         |
| 1797 - 1798  | Pieter Lijbaart              | 1759-1837 |                    | agent municipal                                                                         |
| 1798 - 1801  | Abraham Naeije               | 1747-1802 |                    | agent municipal, later meijer                                                           |
| 1803 - 1805  | Daniël Baert                 | 1766-1839 |                    | maire, tevens notaris                                                                   |
| 1805 - 1820  | Jacobus Faro Johanneszn.     | 1750-1821 |                    | maire, daarna burgemeester                                                              |
| 1820 - 1838  | Daniël Baert                 | 1766-1839 |                    | nu burgemeester, tevens notaris en rijksontvanger                                       |
| 1838 - 1844  | Mattheus Verplanke           | 1787-1876 |                    |                                                                                         |
| 1844 - 1849  | Cornelis Gerardus van Altena | 1802-1875 |                    | tevens heel- en verloskundige; emigreerde 1849 naar Noord-Amerika                       |
| 1850 - 1857  | Jacobus Johannis Borghstijn  | 1812-1867 |                    | tevens heel- en verloskundige                                                           |
| 1857 - 1880  | Dolphing Bekaar              | 1799-1888 |                    | tevens burgemeester van Hoofdplaat, Waterlandkerkje en IJzendijke (alle drie 1853-1880) |
| 1881 - 1901  | Christiaan de Vos            | 1831-1901 |                    | tevens burgemeester van IJzendijke                                                      |
| 1901 - 1906  | Johannes Louis Isaac de Bats | 1847-1906 |                    |                                                                                         |
| 1906 - 1933  | Pieter Willem Maarleveld     | 1867-1939 |                    | was al gemeentesecretaris, werd bovendien burgemeester                                  |
| 1933 - 1935  | Willem Pieter Verplanke      | 1868-1935 |                    | kleinzoon van Mattheus Verplanke                                                        |
| 1935 - 1944  | Abraham Pieter Kostense      | 1904-1992 |                    | was gemeentesecretaris                                                                  |
| 1944         | Hommo Kamps                  | geb. 1897 |                    |                                                                                         |
| 1944 - 1969  | Abraham Pieter Kostense      | 1904-1992 |                    | na pensionering Kostense nam wethouder G.A. Claeys diens functie waar                   |